# 坦戈亞語
坦戈亞語（Tangoa），或莫佛諾語（Movono），是大洋洲諸語言的一種，通行於萬那杜埃斯皮里圖桑托島南部沿岸的坦戈亞島。這個地區早期曾是基督教傳教士的居住點，因此坦戈亞語在當地便逐漸作為通用語。

## 特徵
坦戈亞語是萬那杜各語言、也是全世界的語言中，少數具有舌唇音的語言。